# III (album Lion Shepherd)
III – trzeci album progrockowej grupy Lion Shepherd, wydany 29 marca 2019 przez Universal Music Polska. Na singel promujący wybrano piosenkę „What Went Wrong”. Nominacja do Fryderyka 2020 w kategorii Album Roku Rock.

## Lista utworów
1. Uninvited
2. Good Old Days
3. What Went Wrong
4. Vulnerable
5. World on Fire
6. Fallen Tree
7. Toxic
8. The Kids Are Not All Right
9. Nobody
10. May You All Live in Fascinating Times

## Twórcy
- Kamil Haidar – śpiew
- Mateusz Owczarek – gitary
- Maciej Gołyźniak – perkusja
- Robert Szydło – gitara basowa
- Łukasz Damrych – instrumenty klawiszowe
- Atom String Quartet – instrumenty smyczkowe
- Karolina Skrzyńska – śpiew
- Magdalena Pamuła, Aleksandra Zawłocka, Dorota Kołodziej – chórki

## Nagrody i wyróżnienia
- 2019: Najlepsze płyty 2019 roku według „Teraz Rocka”: 2. miejsce[4]